# Macedonia en los Juegos Olímpicos de Salt Lake City 2002
Macedonia estuvo representada en los Juegos Olímpicos de Salt Lake City 2002 por un total de 2 deportistas que compitieron en 2 deportes.  
La portadora de la bandera en la ceremonia de apertura fue la esquiadora alpina Yana Nikolovska. El equipo olímpico macedonio no obtuvo ninguna medalla en estos Juegos.